# Myles Carter
Myles Justin Carter (Chicago, Illinois, 15 de mayo de 1997) es un baloncestista estadounidense, que pertenece a la plantilla del Regatas Corrientes de la Liga Nacional de Básquet, la máxima categoría del baloncesto argentino. Con 2,06 metros de estatura, juega en la posición de ala-pívot .

## Trayectoria deportiva
Jugó dos temporadas con los Seton Hall Pirates de la Universidad Seton Hall en Nueva Jersey y en 2017, se marcharía para ingresar en la Universidad de Seattle, que tras una temporada en blanco, disputaría otras dos temporadas en la NCAA con los Seattle Redhawks de 2018 hasta 2020. 
Tras no ser elegido en el Draft de la NBA de 2020, en la temporada 2020-21 se marcha a Turquía para debutar como profesional en las filas del Gemlik Basketbol Bursa, de la Türkiye Basketbol 1. Ligi, la segunda división de Turquía.
En las filas del conjunto turco, disputa 26 partidos en los que promedia 15,69 por encuentro. 
El 14 de julio de 2021, Carter fichó por New Basket Brindisi de la Lega Basket Serie A, la máxima categoría del baloncesto italiano.
En marzo de 2024 se unió al Biguá de la Liga Uruguaya de Básquetbol y en mayo fue contratado por los Pioneros de Los Mochis del CIBACOPA. Luego de disputar la temporada inaugural de The Asian Tournament entre junio y agosto con los Vanta Black Dragons, en septiembre fue fichado por el Regatas Corrientes de la Liga Nacional de Básquet de Argentina.